# Oh! What a Girl!
Oh! What a Girl! è un singolo del gruppo musicale britannico Simply Red, il primo estratto dall'album Stay nel 2006.

## Tracce
1. Oh! What a Girl! (Radio Version) – 3:48
2. Oh! What a Girl! (Live At The Montreux Jazz Festival) – 4:36
3. Oh! What a Girl! (Sweet Connection Club Mix) – 6:45
4. Oh! What a Girl! (Tom Belton Vocal Mix) – 7:54
5. Oh! What a Girl! (Album Version) – 4:19
6. Oh! What a Girl! (Video) – 3:48

## Classifiche
| Classifica (2006) | Posizione massima |
| ----------------- | ----------------- |
| Austria           | 43                |
| Germania          | 68                |
| Italia            | 6                 |
| Regno Unito       | 57                |
| Svizzera          | 23                |